# ウィズダム・シジバ
ウィズダム・トーマス・シジバ（Wisdom Thomas Siziba、1980年10月26日 – 2009年4月17日）は、ジンバブエのブラワヨ出身のクリケット選手。てんかんを患っていた。
ウィケットキーパーやバッツマンとして、2000年から2005年の間にマタベレランドのチームでプレーしていた。しかし、その後はジンバブエの政治的混乱などにより、クリケットをプレーするのが困難になったために南アフリカへと亡命した。2009年、南アフリカの自宅で洗濯中に心臓麻痺で亡くなっているのが姉により発見された。